# Rhynchopsilopa lobata
Rhynchopsilopa lobata är en tvåvingeart som beskrevs av Canzoneri och Giuseppe Giovanni Antonio Meneghini 1969. Rhynchopsilopa lobata ingår i släktet Rhynchopsilopa och familjen vattenflugor.
Artens utbredningsområde är Kongo. Inga underarter finns listade i Catalogue of Life.